# Laski (powiat malborski)
Laski – wieś w Polsce położona w województwie pomorskim, w powiecie malborskim, w gminie Nowy Staw.
Wieś Laski według regionalizacji fizycznogeograficznej Jerzego Kondrackiego leży na obszarze megaregionu Pozaalpejska Europa Środkowa, prowincji Nizina Środkowoeuropejska, podprowincji Pojezierza Południowobałtyckie, makroregionu Pobrzeże Gdańskie, mezoregionu Żuławy Wiślane.
W latach 1975–1998 miejscowość położona była w województwie elbląskim.